# Bangård

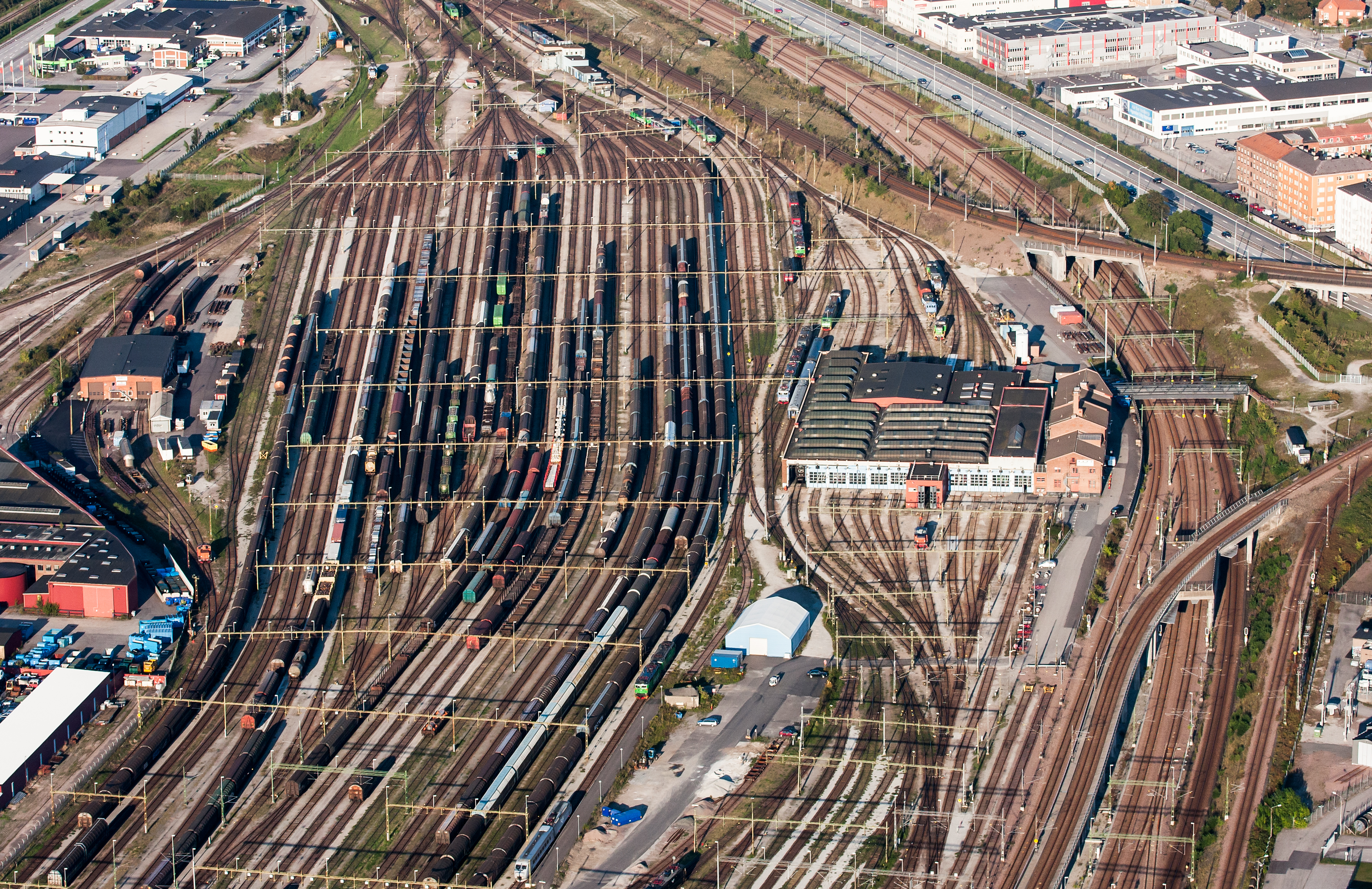
Bangården vid Malmö centralstation

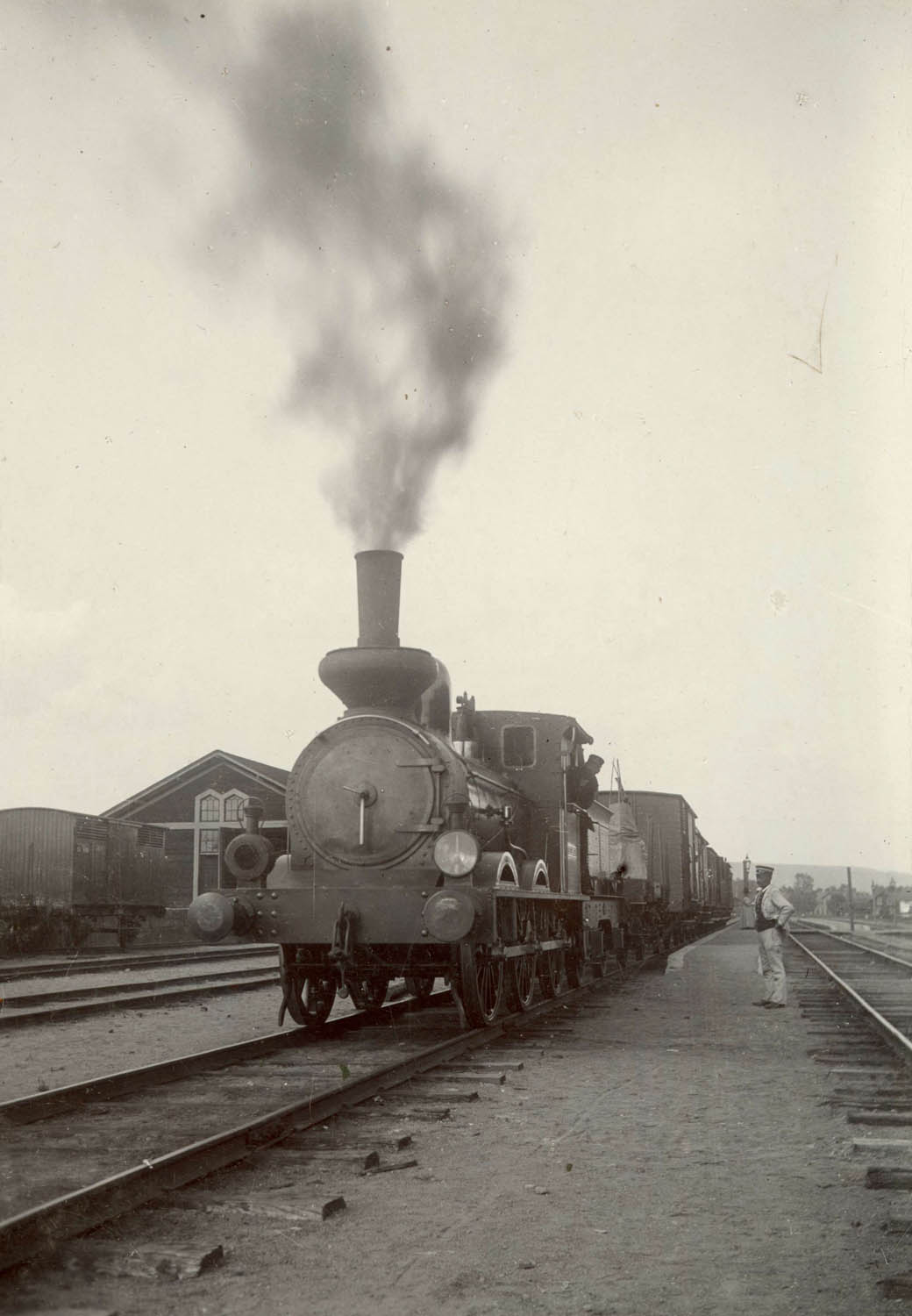
Ånglok i Borlänge, kring sekelskiftet 1900.

En bangård är spårområdet på en järnvägsstation där tågbildning (hopkoppling av vagnar och lok till ett nytt tåg) vanligen sker och där parkering av lok och vagnar i flera fall kan ske. Ordet har sitt ursprung i tyska Bahnhof som i tyskspråkiga länder avser stationen som helhet. Världens största rangerbangård är Bailey Yard i USA; Europas största Maschen Rangierbahnhof i Tyskland. Stora bangårdar i Sverige finns bland annat i Göteborg, Hallsberg, Malmö och Borlänge. 

## Bangårdstyper

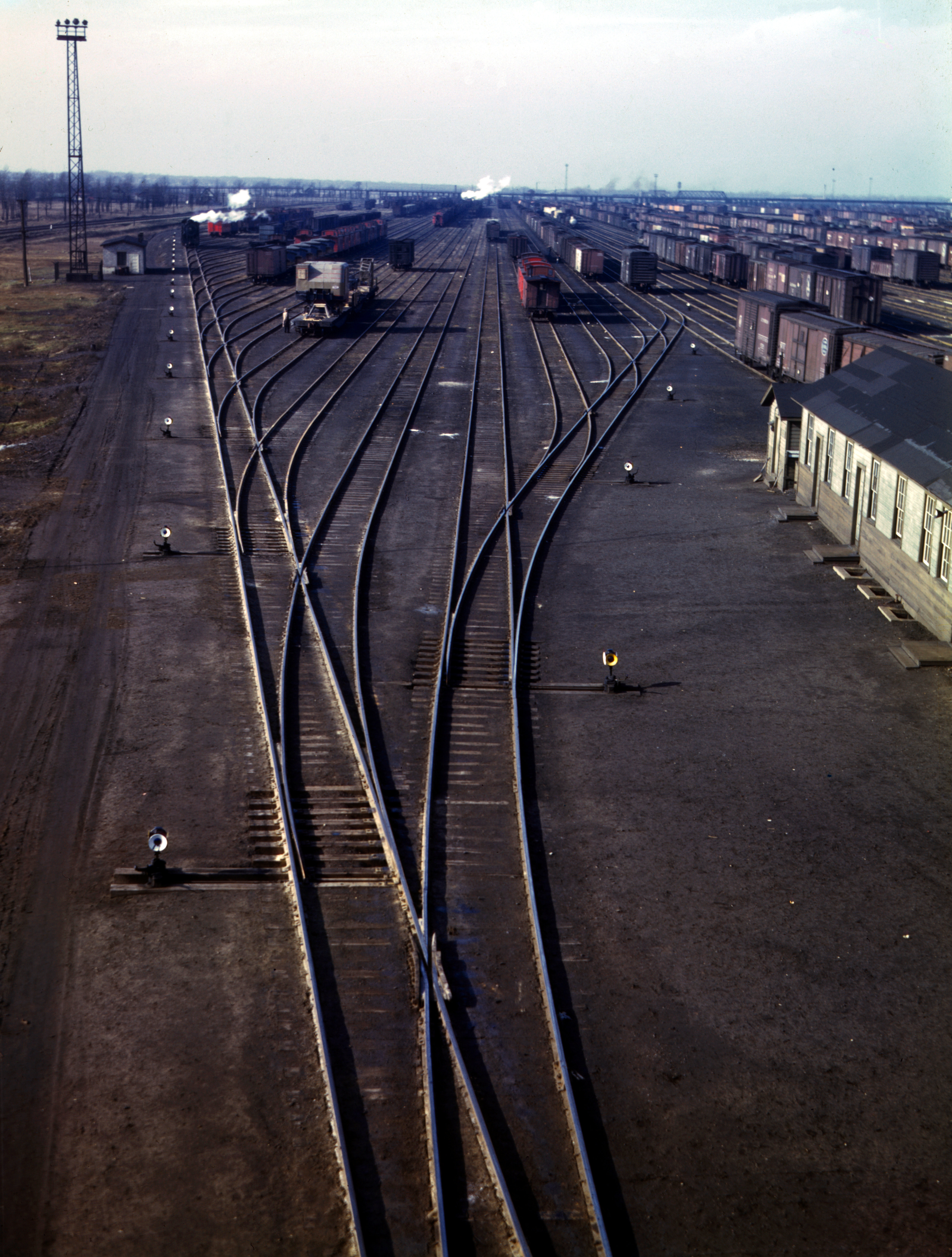
Stor godsbangård i Chicago 1942.

### Godsbangård
En godsbangård hanterar godståg och godsvagnar. På godsbangården kan man både lasta och lossa godsvagnar och rangera dem. Ett exempel på detta finns i Hallsberg där även en rangerbangård och kombiterminal finns. Det finns tre typer av bangårdar för tågbildning:
- Rangerbangårdar med växlingsautomatik, vallväxling och riktningsspår (se nedan). Rangerbangårdarna delas i sin tur in i:
  - Med målbromsning
  - Utan målbromsning
- Växlingsbangårdar med 3 eller flera spår samt ett utdragsspår.
- Övriga bangårdar.

### Rangerbangård
En rangerbangård är en större godsbangård där olika vagnar kopplas samman till olika utgående godståg. Rangering är en form av växling, som syftar till att bilda tåg av vagnar som ankommit med andra tåg eller från lokala kunder. År 2006 var de större svenska rangerbangårdarna koncentrerade till Borlänge, Hallsberg, Sävenäs (Göteborg) och Malmö.

### Personbangård
En personbangård hanterar personvagnar och här kan även visst underhåll och städning av vagnarna ske. En sådan bangård finns till exempel i Hagalund (Solna).

## Rangering

### Planväxling
Vid planväxling förflyttas vagnarna av växellok mellan de olika spåren tills alla vagnar står på rätt spår. Detta kallas även för harpning.

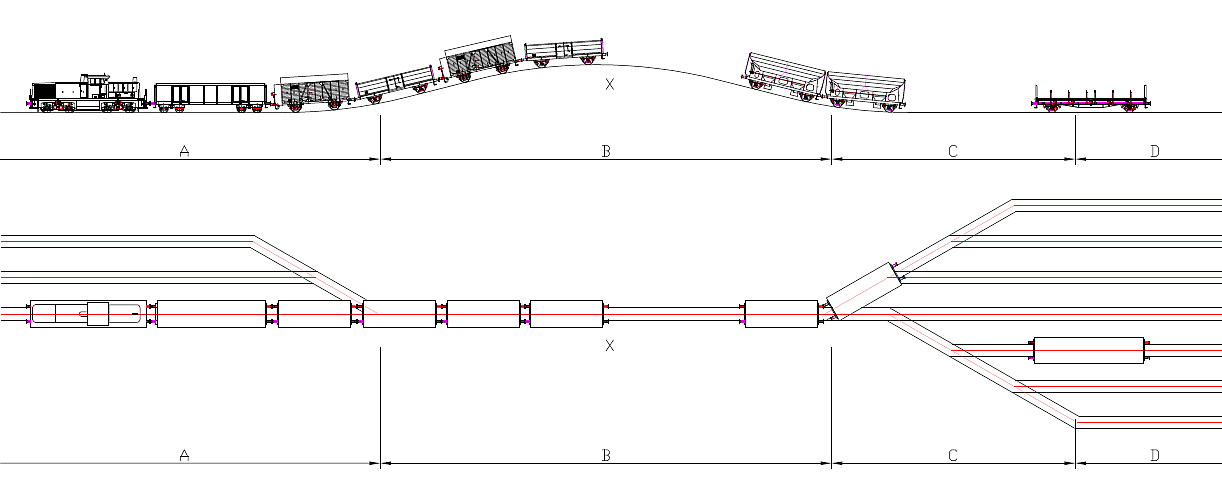
Ett lok knuffar de särkopplade vagngrupperna från ett spår i infartsgruppen över vallen. Växlarna på andra sidan vallen ställs om så att vagnarna hamnar på önskat spår i riktningsgruppen. Från R-gruppens andra sida (utanför bild) kopplas de sorterade vagnarna samman och flyttas till ett spår i utfartsgruppen.

### Vallväxling
Vid vallväxling skjuts vagnarna av ett rangerlok uppför en vall eller växlingsrygg, varifrån de fritt får rulla ned på ett i förväg utvalt spår. Vagnarnas hastighet brukar då kunna regleras med rangerbromsar, om det finns risk att de rullar för fort. De vagnar eller vagngrupper som släpps från vallen kallas släpp. Ibland finns även ett extra växellok för att flytta på felsläpp, alltså vagnar som kommit till fel spår eller fastnat halvvägs, eller för att planväxla på bangårdens plana delar.

## Organisation i Sverige
Tidigare var det Statens Järnvägar (SJ) som svarade för all hantering på bangårdarna. Efter avregleringen har man olika nivåer för hanteringen. Det är fortfarande så att de flesta bangårdarna ägs av Trafikverket men de kan opereras i olika nivåer:
- Bangårdar där endast en trafikoperatör har tilldelats rätten att använda bangården.
- Bangårdar där två eller flera trafikoperatörer delar på rätten att utnyttja bangården. De brukar då oftast själva klara av prioriteringen när kapacitetsproblem och förseningar uppstår.
- Bangårdar där man har så komplex kundsituation så att man har en särskild entreprenör som erbjuder alla trafikoperatörer sina tjänster. Där kan då även finnas underentreprenörer. Ett exempel på detta var 2010 Hallsberg.[1]